# C-58

La autopista C-58 (conocida como Autopista del Vallés) es un acceso a Barcelona desde el noroeste. Conecta la autopista C-16 a la altura de Tarrasa con Barcelona.

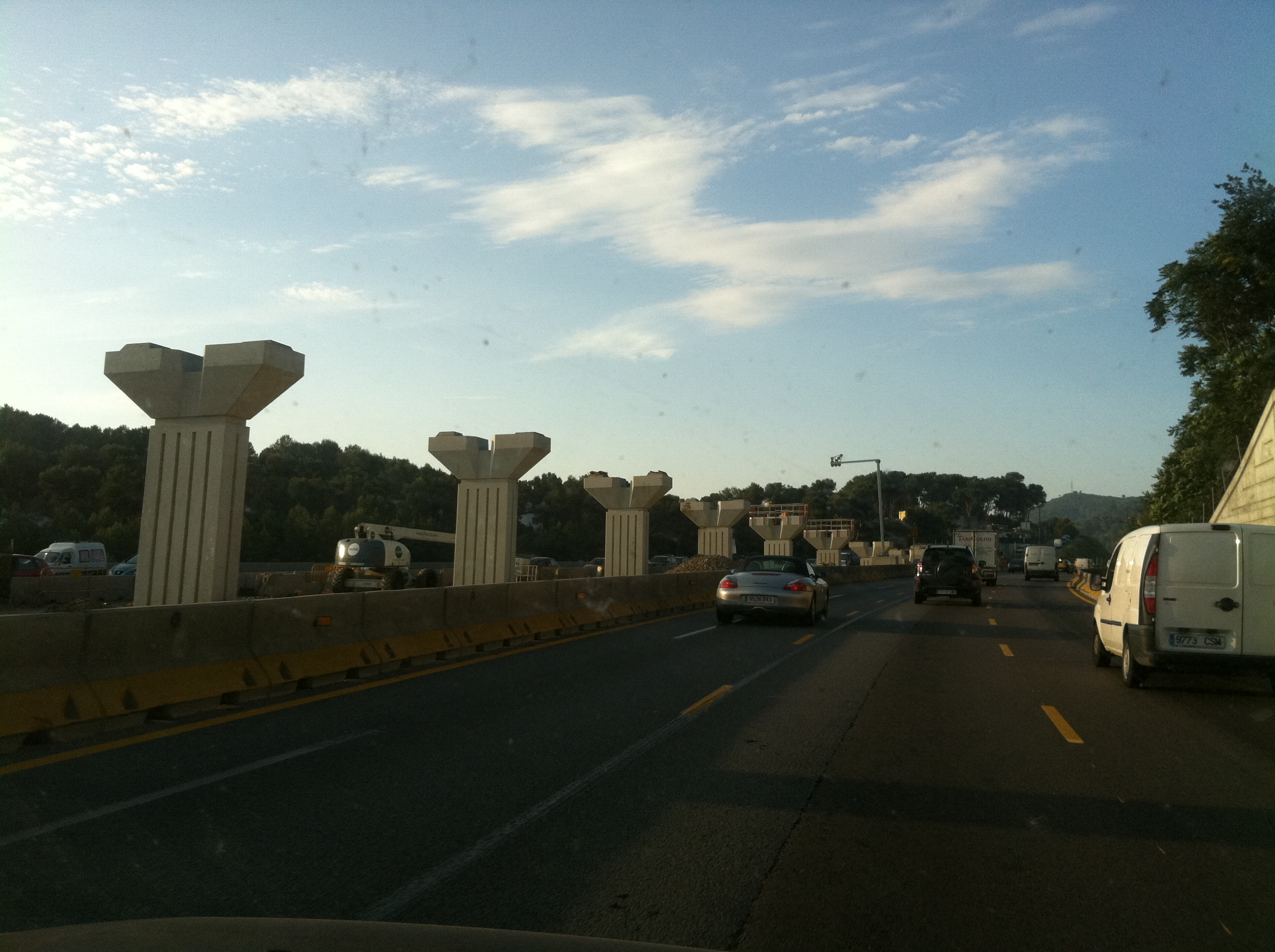
Obras de ampliación de la C-58

Antiguamente antes del cambio de denominación era conocida inicialmente como autopista B-29. Le siguió posteriormente la denominación de autopista A-18 junto con el tramo Tarrasa-Manresa, que actualmente pertenece a la C-16, y finalmente la denominación actual: C-58. Este nombre fue también asignado a la que antiguamente era conocida como carretera de Gracia a Manresa, a su paso por la localidad de Tarrasa. Es la autopista de Cataluña con más circulación de vehículos y primera en disponer de un carril Bus-VAO en Cataluña, inaugurado el 29 de octubre de 2012.
Ahora hace el tramo Barcelona (Trinidad)-Tarrasa en autopista y el tramo Tarrasa-Monistrol de Montserrat en carretera.

## Tramos
| Denominación | Tramo | km      | Año servicio |
| ------------ | --- | ------- | ------------ |
| C-58         | Barcelona Nudo de La Trinidad - Enlace C-17 C-33                                                                                                | 1       | 1992         |
| C-58         | Enlace C-17 C-33 - Tarrasa Sur Avenida del Vallés Bus-VAO (Tramo: Enlace C-17 C-33 - Ripollet)                                                  | 18 6,8  | 1975 2012    |
| C-58         | Tarrasa Sur Avenida del Vallés - Enlace C-16 | 2,6     | 1976         |
| C-58C        | Ronda Oeste de Sabadell Tramo: San Quirico de Tarrasa - Sabadell Oeste N-150 Tramo: Sabadell Oeste N-150 - Sabadell Norte Avenida de Matadepera | 1,5 2,5 | ¿2003? 2011  |

## Enlaces/salidas
Autopista C-58
1 - C-17 / Vic / Moncada y Reixach
Área de Servicio Portal del Vallès / BP.
4 - Sardañola del Vallés / Ripollet / Moncada y Reixach
(4A - Ripollet centro / Sardañola del Vallés centro; 4B - Sardañola del Vallés sur; 4C - Ripollet sur / Moncada y Reixach)
7 - Badia del Vallès / Barberá del Vallés / Sector Baricentro
8 - AP - 7 / Lérida / Tarragona / Gerona
9 - Sabadell sur / Autónoma Bellaterra / Badia del Vallès
12 - Sabadell centro - norte / San Quirico de Tarrasa sur - centro
(12A - Sabadell Centro; 12B - San Quirico de Tarrasa sur; 12C - Sabadell norte)
15 - Hospital de Tarrasa / Mercavallès / San Quirico de Tarrasa
17 - Matadepera / Rubí / Tarrasa este / Polígonos norte
Área de Servicio KM 17
19 - Tarrasa este / Polígonos sur
21 - Tarrasa centro
C-16 / C-58
22 - Martorell / Tarrasa sur
23 - C-58 / Tarrasa oeste / Andorra / Manresa / Montserrat
Carretera C-58
Polígono industrial Can Trías / Can Trías
Área de Servicio (Repsol)
C-16 / Andorra / Manresa / Polígono industrial Can Mitjans / Viladecavalls / Olesa de Montserrat
El Molinot
CTR Vallés Occidental
Vacarisas sur / Olesa de Montserrat
Vacarisas centro / Polígono industrial Can Torrella
C-16 / Manresa
Área de Servicio (Cepsa) / Restaurante Can Miguelón
Can Serra
Can Serra / Cercanías Vacarisas
La Creu / Can Franc / Raval del Bonaire
El Palà
El Ventaiol
Valle de Montserrat
Castellbell y Vilar / Tarrasa
C-55 / La Seo de Urgel / Andorra / Puigcerdá / Francia / por el túnel del Cadí (peaje)
C-55 / Monistrol de Montserrat / Montserrat / Barcelona